# アルテック (卸売業)
アルテック株式会社（英: Altech Co., Ltd.）は、東京都中央区に本社を置く、産業機械等を扱う専門商社。

## 概要
1976年に設立され、包装容器の製造機器、食品や化粧品の製造機器などの特殊な産業機械や3Dプリンタ、デジタルフォトプリンタ、帯電防止剤、ペットボトルの製造機械、DVDなどのメディア用ケースの販売のほか、福井県、中国・インドネシア、タイに飲料用のプリフォーム（ペットボトルの中間材料）の生産子会社を置き、製造業にも携わっている。
2006年11月期には中国での製造事業の遅れなどから33億の赤字（連結ベース）を計上し、フェニックス・キャピタル・パートナーズ・スリー投資事業組合へ第三者割当増資を行う事態に陥ったが、2007年11月期は営業利益の回復と本社ビルの売却などのリストラ策が功を奏し、黒字に転じた。しかし、2009年11月期は金融危機の影響などから再び連結最終赤字となり、2010年11月期は連結では中国の子会社が好調なため僅かながら黒字となったが、単体では国内の設備投資の減少の影響などもあって9億円の純損失を計上した。2011年11月期はタイとインドネシアに子会社を設立しアジア地区の強化を図ったが、東日本大震災などの影響や設立したタイの新子会社が大洪水で被災したことなどから、連結最終利益は僅かな黒字に留まり、単体では四期連続で最終赤字となった。2012年11月期は、売上は前年比微増にとどまり、連結最終利益は減少したものの、単体では五期ぶりに最終黒字へ転換を果たした。
物流プロバイダーの大手日本GLPと提携し、アルテック社が販売代理権を有しているClearpath Robotics Inc.（本社：カナダオンタリオ州）の自律走行型搬送ロボット「OTTO」をはじめ、同社が幅広く取り扱う最先端の自動化・省人化機器について、物流プロバイダーの大手、日本GLP のテナント企業向けに特別価格にて販売またはリースサービスを提供している。
2022年10月には、トルコの商用車メーカーKARSAN社が製造する小型ノンステップ電動バス・e-JESTについてJRバス関東と点検整備サービス面でパートナーシップを組んで日本国内の市場調査を行うことを発表し、翌2023年の12月から日本国内でe-JESTの販売を開始している。

## 主な関連企業

### 連結子会社
- アルテック新材料株式会社

合成樹脂製品の開発・製造
- Altech Asia Pacific Co., Ltd.（タイ）
- Altech New Materials (Thailand)Co., Ltd.（タイ）
- PT.Altech Co., Ltd.（インドネシア）
- PT. Altech Asia Pacific Indonesia（インドネシア）
- 愛而泰可貿易（上海）有限公司（中国・上海）
- 愛而泰可新材料（蘇州）有限公司（中国・蘇州）
- 愛而泰可新材料（広州）有限公司（中国・広州）
- 佛山愛而泰可新材料有限公司（中国・仏山）
- 江門愛而泰可新材料有限公司（中国・江門）
- 重慶愛而泰可新材料有限公司（中国・重慶）
- 愛而泰可新材料（武漢）有限公司（中国・武漢）

### 持分法適用会社
- 愛而泰可新材料（深圳）有限公司（中国・深圳）

### かつて存在した関連会社
- アルテック コミュニケーションズ株式会社(Altech Communications)

紙加工機・周辺機器、カート缶シェイプシステム、食品加工機、飼料製造システム、帯電防止システム等の輸入・販売
- アルテック アルト株式会社(Altech ALT)

ペットボトル伸延ブロー成形機、射出成形システム、ペットボトル検査機、ペットボトル用プリフォーム等の輸入・販売
- アルテック エーディーエス株式会社(Altech ADS)

CD・DVD製造装置・周辺機器、ICカード・ICタグ製造装置・実装装置、ICカード・メモリーカード検査機、DVDケース、デジタルカメラ用プリンタ等の輸入・販売
- アルテック エーアールエス株式会社(Altech ARS)

プラスチック再生機、廃棄物リサイクルシステム、破砕機、リサイクルプラスチックパレット等の開発・販売
以上の4社は、もともとアルテック株式会社から2003年に分社化され、アルテック自体は純粋持株会社となっていたが、2008年3月1日にアルテック株式会社が吸収合併、アルテック株式会社は純粋持株会社から事業会社に戻った。
- リ・パレット株式会社（2008年3月4日、保有全株式譲渡に伴い持分法適用対象から外れると発表）
- D-TECH株式会社（2010年11月期の決算短信で「清算」と記載）
- アルテックエンジニアリング株式会社

各種製造設備の据付、保守管理等。2011年6月に吸収合併
- アルテック アイティ株式会社

情報システムの開発・運用・保守等。2013年12月に吸収合併

## 沿革
- 1976年5月 東京都中央区八丁堀1丁目4番5号に資本金30百万円で設立
- 1977年4月 東京都中央区日本橋本町1丁目9番へ本社を移転
- 1986年8月 アルテックリース株式会社を設立（東京リース株式会社、カキウチ株式会社 との合弁）
- 1987年9月 アルテック・エンジニアリング株式会社を設立（株式会社オーエム製作所との合弁）
- 1991年12月 アルテックリース株式会社を吸収合併
- 1994年5月 株式を日本証券業協会へ店頭登録 7月に本社を東京都中央区八丁堀2丁目9番1号へ移転
- 1998年9月 株式を東京証券取引所第二部に上場 12月に社内分社制度(UMS)導入
- 1999年10月 アルパレット株式会社を設立
- 2000年2月 本社を新宿区四谷四丁目に移転。5月に株式が東京証券取引所第一部に昇格
- 2002年4月 タイにALTECH ASIA PACIFIC CO., LTD.を設立 6月に愛而泰可新材料（蘇州）有限公司を設立
- 2003年12月 持株会社体制への移行にともない。5事業グループを分社化（APS, Communications, ALT, ADS, ARS）。アルテック株式会社は純粋持株会社となる。
- 2006年12月 アルパレット販売株式会社を設立
- 2007年7月 アルパレット販売の事業をアルテック エーアールエスへ譲渡、アルテック エーピーエスの事業を他の3子会社に分割して譲渡し、同社を清算、12月に本社を新宿区荒木町へ移転
- 2008年3月 4つの子会社をアルテック株式会社が吸収合併し、アルテック株式会社は事業会社に戻る。
- 2010年12月、アルテック・エンジニアリング株式会社とアルパレット株式会社を完全子会社化
- 2011年2月、インドネシアにPT. Altech Asia Pacific (Indonesia)を設立。
- 2011年6月、アルテック・エンジニアリング株式会社を吸収合併。新会社Altech New Materials (Thailand)Co., Ltd.が商業生産を開始。
- 2011年10月、本社を中央区入船二丁目に移転。
- 2014年11月、アルパレット株式会社をアルテック新材料株式会社に商号変更。